# Phonologie et graphie du hongrois
Pour un article plus général, voir Hongrois.
Cet article traite du système phonologique du hongrois standard, de la correspondance entre prononciation et graphie, des modifications phonétiques au contact de deux consonnes rendus par la graphie et ceux qui ne le sont pas, ainsi que des caractéristiques de l’accentuation et de l’intonation en hongrois.

## Voyelles
Le hongrois standard se caractérise par sept paires de phonèmes vocaliques : /ɒ/ – /aː/, /ɛ/ – /eː/, /i/ – /iː/, /o/ – /oː/, /ø/ – /øː/, /u/ – /uː/ et /y/ – /yː/. Leurs points d’articulation sont représentés ci-dessous :
|                               | Antérieures                                 |                                             | Postérieures                                |                                             |                                             |
| Fermées                       | \| i • y[Note 1] • u e • ø • o ɛ • a • ɒ \| | \| i • y[Note 1] • u e • ø • o ɛ • a • ɒ \| | \| i • y[Note 1] • u e • ø • o ɛ • a • ɒ \| | \| i • y[Note 1] • u e • ø • o ɛ • a • ɒ \| | \| i • y[Note 1] • u e • ø • o ɛ • a • ɒ \| |
|                               | \| i • y[Note 1] • u e • ø • o ɛ • a • ɒ \| | \| i • y[Note 1] • u e • ø • o ɛ • a • ɒ \| | \| i • y[Note 1] • u e • ø • o ɛ • a • ɒ \| | \| i • y[Note 1] • u e • ø • o ɛ • a • ɒ \| | \| i • y[Note 1] • u e • ø • o ɛ • a • ɒ \| |
| Mi-fermées                    | \| i • y[Note 1] • u e • ø • o ɛ • a • ɒ \| | \| i • y[Note 1] • u e • ø • o ɛ • a • ɒ \| | \| i • y[Note 1] • u e • ø • o ɛ • a • ɒ \| | \| i • y[Note 1] • u e • ø • o ɛ • a • ɒ \| | \| i • y[Note 1] • u e • ø • o ɛ • a • ɒ \| |
|                               | \| i • y[Note 1] • u e • ø • o ɛ • a • ɒ \| | \| i • y[Note 1] • u e • ø • o ɛ • a • ɒ \| | \| i • y[Note 1] • u e • ø • o ɛ • a • ɒ \| | \| i • y[Note 1] • u e • ø • o ɛ • a • ɒ \| | \| i • y[Note 1] • u e • ø • o ɛ • a • ɒ \| |
| Mi-ouverte                    | \| i • y[Note 1] • u e • ø • o ɛ • a • ɒ \| | \| i • y[Note 1] • u e • ø • o ɛ • a • ɒ \| | \| i • y[Note 1] • u e • ø • o ɛ • a • ɒ \| | \| i • y[Note 1] • u e • ø • o ɛ • a • ɒ \| | \| i • y[Note 1] • u e • ø • o ɛ • a • ɒ \| |
|                               | \| i • y[Note 1] • u e • ø • o ɛ • a • ɒ \| | \| i • y[Note 1] • u e • ø • o ɛ • a • ɒ \| | \| i • y[Note 1] • u e • ø • o ɛ • a • ɒ \| | \| i • y[Note 1] • u e • ø • o ɛ • a • ɒ \| | \| i • y[Note 1] • u e • ø • o ɛ • a • ɒ \| |
| Ouvertes                      | \| i • y[Note 1] • u e • ø • o ɛ • a • ɒ \| | \| i • y[Note 1] • u e • ø • o ɛ • a • ɒ \| | \| i • y[Note 1] • u e • ø • o ɛ • a • ɒ \| | \| i • y[Note 1] • u e • ø • o ɛ • a • ɒ \| | \| i • y[Note 1] • u e • ø • o ɛ • a • ɒ \| |
| i • y • u e • ø • o ɛ • a • ɒ |                                             |                                             |                                             |                                             |                                             |

Les éléments de chaque paire se différencient par la quantité vocalique. Ceux des paires /ɒ/ – /aː/ et /ɛ/ – /eː/ diffèrent par d’autres traits également.
La quantité vocalique a une valeur fonctionnelle, c’est-à-dire qu’il y a des mots dont le sens est différencié par ce trait, par exemple [ørylt] « il/elle se réjouissait » ↔ [øːrylt] « fou, folle ».
Graphie et prononciation des voyelles :
| Lettre | Exemple                          | Transcription API (Unicode) | Prononciation approximativement comme dans |
| ------ | -------------------------------- | --------------------------- | ------------------------------------------ |
| a      | agy « cerveau »                  | /ɒ/                         | ange, sans nasalisation                    |
| á      | ágy « lit »                      | /aː/                        | art                                        |
| e      | egy « un(e) »                    | /ɛ/                         | est                                        |
| é      | én « moi »                       | /eː/                        | eh!                                        |
| i      | ing « chemise »                  | /i/                         | idée                                       |
| í      | író « écrivain »                 | /iː/                        | pire                                       |
| o      | oda « vers là-bas »              | /o/                         | dos                                        |
| ó      | óda « ode »                      | /oː/                        | dôme                                       |
| ö      | örült « il/elle se réjouissait » | /ø/                         | feu                                        |
| ő      | őrült « fou, folle »             | /øː/                        | émeute                                     |
| u      | utas « voyageur »                | /u/                         | oubli                                      |
| ú      | út « route »                     | /uː/                        | rouge                                      |
| ü      | ügy « affaire »                  | /y/                         | utile                                      |
| ű      | űr « vide »                      | /yː/                        | pur                                        |
| y      | hobby                            | /i/                         | hobby (seulement dans des mots étrangers)  |

### Harmonie vocalique
Tout comme les autres langues de la famille finno-ougrienne, ainsi que d’autres langues (le turc, le mongol, le japonais ancien), le hongrois se caractérise par l’harmonie vocalique. La plupart des racines polysyllabiques ont des voyelles caractérisées par le même trait : elles sont soit antérieures (e, é, i, í, ö, ő, ü, ű), soit postérieures (a, á, o, ó, u, ú),. Le á est en fait situé entre les deux, plus près des antérieures, mais on le classe parmi les postérieures à cause de son comportement. La règle de l’harmonie vocalique exige qu’à une racine à voyelles d’une certaine de ces catégories on ajoute des suffixes à voyelle et des voyelles de liaison de la même catégorie. La plupart des suffixes ont deux variantes, pour s’harmoniser avec les voyelles du reste du mot. Par exemple, le suffixe signifiant « dans, à l’intérieur de » a les variantes -ban (à voyelle postérieure) et -ben (à voyelle antérieure). C’est pourquoi l’équivalent de « dans la maison » est a házban, parce que la voyelle de ház est postérieure, et celui de « dans la forêt » – az erdőben, les voyelles de ce mot étant antérieures.
Certains suffixes ont trois variantes, la troisième étant à voyelle arrondie, qui permet l’harmonisation avec les mots dont l’unique ou dernière voyelle est elle aussi arrondie. Un exemple d’un tel suffixe est -on/-en/-ön, équivalent de la préposition française « sur » : a lábon « sur la jambe », a kézen « sur la main », a körön « sur le cercle ».
Quelques suffixes ne permettent pas l’harmonisation, ayant une seule variante, par exemple -ig « jusqu’à » : a lábig « jusqu’à la jambe », a kézig « jusqu’à la main », a körig « jusqu’au cercle ».
Il existe aussi des racines comprenant des voyelles de catégories différentes. Celles qui sont bien assimilées par la langue, même si ce sont des emprunts, se voient généralement ajouter des variantes de suffixes à voyelle postérieure (a fiúval « avec le garçon »), mais les mots étrangers à voyelles de catégories différentes ne se soumettent pas d’ordinaire à la règle de l’harmonie vocalique : a kávéban « dans le café », mais a dzsungelben « dans la jungle ».
Dans le cas des mots composés à voyelles de catégories différentes, la voyelle du suffixe est de la même catégorie que la/les voyelle(s) du dernier composant. Par exemple, pour dire « à Budapest », parmi les variantes du suffixe -on/-en/-ön on choisit la deuxième : Budapesten.
Certains mots à voyelles de catégories différentes admettent deux variantes de suffixe : a férfival/férfivel « avec l’homme » (mot se trouvant depuis longtemps dans la langue), aszpirinnal/aszpirinnel « avec de l’aspirine » (mot scientifique étranger), a fotelban/fotelben « dans le fauteuil » (emprunt relativement récent au français).
Il y a plusieurs paires de pronoms et d’adverbes dans lesquels l’opposition voyelle antérieure ↔ voyelle postérieure correspond à l’opposition proximité ↔ éloignement :
- ez « ce(t)/cette …-ci, celui/celle-ci » ↔ az « ce(t)/cette …-là, celui/celle-là » ;
- itt « ici » ↔ ott « là-bas » ;
- ide « (vers) ici » ↔ oda « (vers) là-bas » (compléments d’un verbe exprimant le déplacement vers un lieu).

## Consonnes
Le hongrois standard a 25 phonèmes consonantiques :
|                   | Bilabiales | Labio-dentales | Alvéolaires | Post-alvéolaires | Palatales | Vélaires | Glottale |
| ----------------- | ---------- | -------------- | ----------- | ---------------- | --------- | -------- | -------- |
| Nasales           | m          |                | n           |                  | ɲ         |          |          |
| Occlusives        | p b        |                | t d         |                  | c ɟ       | k ɡ      |          |
| Affriquées        |            |                | t͡s d͡z       | t͡ʃ d͡ʒ            |           |          |          |
| Fricatives        |            | f v            | s z         | ʃ ʒ              |           |          | h        |
| Spirante          |            |                |             |                  | j         |          |          |
| Roulée            |            |                | r           |                  |           |          |          |
| Spirante latérale |            |                | l           |                  |           |          |          |

Dans la graphie, les consonnes sont représentées et se prononcent comme suit :
| Lettre | Exemple             | Transcription API (Unicode) | Prononciation approximativement comme dans |
| ------ | ------------------- | --------------------------- | ------------------------------------------ |
| b      | bor « vin »         | /b/                         | balle                                      |
| c      | cérna « fil »       | /t͡s/                        | tsé-tsé                                    |
| cs     | csap « robinet »    | /t͡ʃ/                        | tchèque                                    |
| d      | dér « givre »       | /d/                         | dôme                                       |
| dz     | edző « entraîneur » | /d͡z/                        | italien zona                               |
| dzs    | dzsungel « jungle » | /d͡ʒ/                        | anglais jungle                             |
| f      | fiú « garçon »      | /f/                         | fin                                        |
| g      | gáz « gaz »         | /g/                         | gaz                                        |
| gy     | gyár « usine »      | /ɟ/                         | dieu                                       |
| h      | hal « poisson »     | /h/                         | anglais home ; allemand Haar               |
| j      | jó « bon(ne) »      | /j/                         | yeux                                       |
| k      | kár « dommage »     | /k/                         | kilo                                       |
| l      | lap « feuillet »    | /l/                         | lac                                        |
| ly     | lyuk « trou »       | /j/                         | yeux                                       |
| m      | már « déjà »        | /m/                         | mer                                        |
| n      | nagy « grand(e) »   | /n/                         | nez                                        |
| ny     | nyom « trace »      | /ɲ/                         | gnon                                       |
| p      | por « poussière »   | /p/                         | pas                                        |
| q      | quasar              | /k/                         | quasar (seulement dans des mots étrangers) |
| r      | rész « partie »     | /r/                         | roue                                       |
| s      | sor « rang »        | /ʃ/                         | chaise                                     |
| sz     | szó « mot »         | /s/                         | sac                                        |
| t      | tőr « poignard »    | /t/                         | tour                                       |
| ty     | tyúk « poule »      | /c/                         | tiens                                      |
| v      | vér « sang »        | /v/                         | vol                                        |
| w      | BMW                 | /v/                         | BMW (seulement dans des mots étrangers)    |
| x      | taxi                | /ks/                        | taxi (seulement dans des mots étrangers)   |
| z      | zár « serrure »     | /z/                         | zut                                        |
| zs     | zsák « sac »        | /ʒ/                         | jour                                       |

Tous les linguistes ne sont pas d’accord sur la nature des phonèmes transcrits par ty et gy. Pour certains ce sont des occlusives, pour d’autres des affriquées (/c͡ç/, respectivement /ɟ͡ʝ/).
Toutes les consonnes peuvent être brèves ou longues (géminées). Les longues sont rendues par une lettre doublée. Dans le cas des digrammes, seule la première lettre est doublée : kuruttyol « il/elle coasse ». Cependant, comme les consonnes doublées sont séparées en fin de ligne, quand on coupe un tel mot, le digramme apparaît en fin de ligne et au début de la ligne suivante : kuruty-tyol. La longueur des consonnes a une valeur fonctionnelle :
ara « fiancée » ↔ arra « par là-bas » ;
ülő « assis, -ise » ↔ üllő « enclume » ;
megy « il/elle va » ↔ meggy « cerise griotte » ;
építette « il/elle l’/les a construit(e)(s) » ↔ építtette « il/elle l’/les a fait construire » (factitif du verbe).
L’orthographe du hongrois est phonémique dans une grande mesure. La seule distinction relevant de l’orthographe étymologique est celle entre les graphèmes j et ly qui rendent tous deux la consonne /j/, le graphème ly étant jadis prononcé [ʎ]. À part cela, il subsiste encore dans des noms de famille des graphies qui ne sont plus utilisées, par exemple cz pour /t͡s/ : Czuczor. Le h est toujours prononcé (h aspiré), sauf en fin de mot : cseh « tchèque », juh « mouton », ou en fin de syllabe, lorsqu’à un tel mot on ajoute un suffixe ou un autre mot commençant par une consonne : a csehvel « avec le Tchèque », juhtúró « fromage de brebis ».

### Modifications phonétiques
Le contact de deux consonnes peut provoquer des changements dans la prononciation de l’une d’elles ou des deux.
L’une des modifications phonétiques est l’assimilation, partielle ou totale, lorsque l’une des consonnes prend une ou plusieurs des caractéristiques de l’autre. Certaines assimilations sont rendues par la graphie.
- La consonne v des suffixes -val/-vel « avec » et -vá/-vé « en » (exprimant la transformation) est assimilée par la consonne finale de la racine à laquelle ils sont ajoutés : kanál « cuillère » + -val → kanállal « avec une cuillère », kés « couteau » + -vel → késsel « avec un couteau », víz « eau » + -vé → vízzé (A jég vízzé változik « La glace se transforme en eau »).
- La consonne z des démonstratifs ez « ce(t)/cette …-ci, celui/celle-ci » et az « ce(t)/cette …-là, celui/celle-là » est assimilée par la consonne initiale du suffixe qu’ils reçoivent : ez + -ben → ebben « dans ce(t)/cette …-ci, dans celui/celle-ci », az + -ra → arra « sur ce(t)/cette …-là, sur celui/celle-là », ez + -hez → ehhez « à ce(t)/cette …-là, à celui/celle-là ».
- La consonne finale -s, -sz ou -z des racines verbales assimile la consonne j dans deux situations :
  - lorsque j est le premier son du suffixe de la 3e personne du singulier et des personnes du pluriel au présent de l’indicatif, conjugaison objective :
    - olvassa (← olvas + -ja) « il/elle le/la/les lit »
    - olvassuk (← olvas + -juk) « nous le/la/les lisons »
    - olvassátok (← olvas + -játok) « vous le/la/les lisez »
    - olvassák (← olvas + -ják) « ils/elles le/la/les lisent »

  - lorsque j est la marque de l’impératif, à toutes les personnes, aux deux conjugaisons :
    - olvassak (← olvas + -j- + -a-[Note 5] + -k[Note 6]) « que je lise » (conjugaison subjective), olvassam (← olvas + -j- + -a- + -m) « que je le/la/les lise » (conjugaison objective)

J marque de l’impératif s’assimile en outre à la consonne t pour former ss après une voyelle brève : adhassak « que je puisse donner », adhassam « que je puisse le/la/les donner » (← adhat). La combinaison szt devient ssz : akasszak « que j’accroche », akasszam « que je l'/la/les accroche » (← akaszt).
Ce type d’assimilation n’est pas rendu fidèlement par la graphie dans les cas suivants :
- après une voyelle longue : tisztítsak ['tistiːt͡ʃːɒk] « que je nettoie », tisztítsam ['tistiːt͡ʃːɒm] « que je le/la/les nettoie » (← tisztít) ;
- après une autre consonne : hajtsak ['hɒjt͡ʃɒk] « que je mène », hajtsam ['hɒjt͡ʃɒm] « que je le/la/les mène » (← hajt).

En fait, la plupart des assimilations ne sont pas rendues par écrit, surtout quand elles ont lieu entre le premier terme d’un mot composé et la consonne initiale du deuxième terme, ou au contact entre une racine et un suffixe. Ainsi, les termes composants et le mot auquel on ajoute un suffixe sont facilement reconnaissables :
- Une consonne sonore peut sonoriser la consonne sourde qui la précède : vasgolyó ['vɒʒgojoː] « bille de fer » ([ʃ] → [ʒ]).
- Une consonne sourde peut assourdir la consonne sonore qui la précède : végcél ['veːkt͡seːl] « but final » ([g] → [k]).
- L’une des consonnes peut provoquer l’allongement de l’autre : község ['køʃːeːg] « commune », anyja ['ɒɲːɒ] « sa mère », egészség ['ɛgeːʃːeːg] « santé », búsuljon ['buːʃujːon] « qu’il/elle soit triste », hagyja ['hɒɟːɒ] « qu’il/elle le/la/les laisse ».
- Les deux consonnes en forment une troisième, longue : vegyszer ['vɛt͡sːɛr] « produit chimique », irigység ['irit͡ʃːeːg] « envie, jalousie », váltogatja ['vaːltogɒcːɒ] « il/elle le/la/les change fréquemment », elunja ['ɛluɲːɒ] « il/elle s’en ennuie », tudjátok [tuɟːaːtok] « vous le savez ».
- Devant les consonnes b, p et m, la consonne n devient [m] : különben ['kylømbɛn] « autrement », színpad ['siːmpɒd] « scène », azonmód ['ɒzomːoːd] « aussitôt ».

Un changement qui a lieu à l’intérieur des racines également, sans être marqué par écrit, est la vélarisation de n devant g et k : hang [hɒŋg] « voix », munka ['muŋkɒ] « travail ».

## Accentuation
En hongrois, l’accent est tonique (appelé aussi d’intensité). Il frappe toujours la première syllabe des mots, mais il y a aussi des mots qu’on n’accentue pas, faisant partie de la catégorie des mots grammaticaux : les articles définis (a et az), l’article indéfini (egy « un/une »), les conjonctions et certaines particules. Si un tel mot se trouve après un mot à sens lexical, les deux forment un seul mot du point de vue phonétique, l’accent frappant la première syllabe, conformément à la règle (exemple : énekel is ['eːnɛkɛliʃ] « il/elle chante aussi »). Si, par contre, un tel mot précède un mot à sens plein, l’accent tombe sur la première syllabe de celui-ci, par conséquent le groupe est prononcé comme un seul mot avec l’accent sur la deuxième, plus rarement sur la troisième syllabe. Exemples : az ember [ɒ'zɛmbɛr] « l’homme », de most [dɛ'moʃt] « mais maintenant ».
Un mot peut comporter plusieurs accents d’intensité, dont le premier est le plus fort, qui constitue l’accent principal, les autres étant secondaires. C’est le cas des mots munis d’un préfixe verbal et des mots composés, dont c’est la première syllabe de chaque élément qui est accentuée :
- mot à préfixe : összeférhetetlen « incompatible » ;
- mot composé : hangversenyterem « salle de concert ».

Pour mettre en relief un terme à fonction syntaxique, on recourt à plusieurs procédés, parfois associés, dont l’un est son accentuation plus forte que celle des autres termes : Péter ment ma színházba « C’est Péter qui est allé aujourd’hui au théâtre ».
L’accent peut aussi être contrastif, c’est-à-dire qu’il peut y avoir deux ou plusieurs mots – même faisant partie de mots composés sans être leurs premiers éléments –, qui sont frappés d’accents de la même intensité et plus forts que ceux des autres mots de la phrase : Nem száznyolc, hanem százhét éves a nagymamám « Ma grand-maman n’a pas 108 ans, mais 107 ».

## Intonation
L’intonation descendante caractérise les phrases énonciatives et impératives, ainsi que les interrogatives partielles (avec un mot interrogatif se référant à un certain terme de la phrase simple) : Esik az ↘ eső « Il pleut » ; Hozza ide a ↘ széket! « Apportez la chaise ! » ; Honnan ↘ tudod? « Comment le sais-tu ? »
Les phrases interrogatives totales (auxquelles on répond par « oui » ou par « non ») composées d’au moins trois syllabes ont une intonation ascendante–descendante : Pontosan érkezett a vonat? ['pontosɒn 'eːrkɛzɛtː ɒ↗'vo↘nɒt] « Le train est-il arrivé à l’heure ? »
Les phrases interrogatives totales mono- ou bisyllabiques ont une intonation seulement ascendante : Jó? [↗joː] « C’est bon ? » ; Igen? ['i↗gɛn] « Oui ? »